# ハンガリーの国家元首一覧
ハンガリーの大統領（ハンガリーのだいとうりょう、ハンガリー語: Magyarország köztársasági elnöke）は、ハンガリーの元首たる大統領である。

## 概要
ハンガリー王国では国王が行政権を行使したが、ハンガリー人民共和国では党書記長が、現在のハンガリーでは首相が行政権を握っている。
現在のハンガリー大統領の任期は5年（連続2期まで）となっている。大統領の儀礼的な権限しか行わない。大統領は権限を行使する際、内閣の助言を伴う。

### 権限
- ハンガリー国防軍の最高指揮官
- 国会の招集及び解散権
- 首相及び最高裁判所長官を指名、任命する
- 国民に勲章、メダル、名誉称号を授与する
- 国の象徴として、対外的に代表する

## 元首の一覧
1849年以前は、「ハンガリー君主一覧」を参照。
| ハンガリー国 (1849)                         |                                                          |                                      |                                         |                                |                                 |                         |                             |
| 代                                          | 執政官                                                   | 執政官                               | 所属政党                                | 期                             | 在任期間                        | 在任期間                | 備考                        |
| 001                                         | コシュート・ラヨシュ Kossuth Lajos                       |                                      | 反対党                                  | －                             | 1849年4月14日 - 1849年8月11日   | 119日                   | 在任中に解任                |
| 0—                                          | ゲルゲイ・アルトゥール Görgei Artúr                      |                                      | 無所属 （軍人）                         | －                             | 1849年8月11日 - 1849年8月13日   | 2日                     | 暫定元首 （軍最高司令官）   |
| ハンガリー人民共和国 (1918-1919)            |                                                          |                                      |                                         |                                |                                 |                         |                             |
| 第一共和政                                  |                                                          |                                      |                                         |                                |                                 |                         |                             |
| 代                                          | 大統領                                                   | 大統領                               | 所属政党                                | 期                             | 在任期間                        | 在任期間                | 備考                        |
| 0－                                         | カーロイ・ミハーイ Károlyi Mihály                        |                                      | 独立党48・カーロイ （F48P–Károlyi）     | －                             | 1918年11月16日 - 1919年1月11日  | 56日                    | 暫定大統領 （首相）         |
| 001                                         | カーロイ・ミハーイ Károlyi Mihály                        | －                                   | 独立党48・カーロイ （F48P–Károlyi）     | 1919年1月11日 - 1919年3月21日  | 69日                            |                         |                             |
| ハンガリー社会主義連邦ソビエト共和国 (1919) |                                                          |                                      |                                         |                                |                                 |                         |                             |
| 代                                          | 議長                                                     | 議長                                 | 所属政党                                | 期                             | 在任期間                        | 在任期間                | 備考                        |
| 001                                         | ガルバイ・シャーンドル Garbai Sándor                     |                                      | ハンガリー社会民主党 （MSZDP）          | －                             | 1919年3月21日 - 1919年8月1日    | 69日                    | 元首 （革命統治評議会議長） |
| 0－                                         | ペイドル・ジュラ Peidl Gyula                             |                                      | ハンガリー社会民主党 （MSZDP）          | －                             | 1919年8月1日 - 1919年8月6日     | 5日                     | 議長代行 （首相）           |
| ハンガリー共和国 (1919-1920)                |                                                          |                                      |                                         |                                |                                 |                         |                             |
| 代                                          | 摂政                                                     | 摂政                                 | 所属政党                                | 期                             | 在任期間                        | 在任期間                | 備考                        |
| 001                                         | ヨーゼフ・アウグスト大公 Ausztriai József Ágost főherceg |                                      | 無所属                                  | －                             | 1919年8月6日 - 1919年10月23日   | 78日                    | 在任中に辞任                |
| 0－                                         | フリードリッヒ・イシュトヴァーン Friedrich István        |                                      | キリスト教国民同盟党 （KNEP）           | －                             | 1919年10月23日 - 1919年11月24日 | 32日                    | 臨時元首 （首相）           |
| 0－                                         | フサール・カーロイ Huszár Károly                         |                                      | キリスト教国民同盟党 （KNEP）           | －                             | 1919年11月24日 - 1920年3月1日   | 98日                    | 臨時元首 （首相）           |
| ハンガリー王国 (1920-1946)                  |                                                          |                                      |                                         |                                |                                 |                         |                             |
| 代                                          | 摂政                                                     | 摂政                                 | 所属政党                                | 期                             | 在任期間                        | 在任期間                | 備考                        |
| 002                                         | ホルティ・ミクローシュ Horthy Miklós                     |                                      | 無所属                                  | －                             | 1920年3月1日 - 1944年10月16日   | 24年 + 229日            | 退位                        |
| ハンガリー国民統一政府 (1944-1945)          |                                                          |                                      |                                         |                                |                                 |                         |                             |
| 代                                          | 総統（国民指導者）                                       | 総統（国民指導者）                   | 所属政党                                | 期                             | 在任期間                        | 在任期間                | 備考                        |
| 001                                         | サーラシ・フェレンツ Szálasi Ferenc                      |                                      | 矢十字党 （NYKP）                       | －                             | 1944年10月16日 - 1945年3月28日  | 163日                   | 首相兼任在任中に逃亡        |
| ハンガリー臨時国民政府 (1944-1946)          |                                                          |                                      |                                         |                                |                                 |                         |                             |
| 代                                          | 元首                                                     | 元首                                 | 所属政党                                | 期                             | 在任期間                        | 在任期間                | 備考                        |
| 0－                                         | ダールノキ・ミクローシュ・ベーラ Dálnoki Miklós Béla     |                                      | 無所属                                  | －                             | 1944年12月21日 - 1945年1月25日  | 35日                    | 臨時元首 （首相）           |
| 0－                                         | ジェデーニ・ベーラ Zsedényi Béla                         |                                      | 無所属                                  | －                             | 1945年1月26日 - 1945年12月7日   | 315日                   | 臨時元首 （高等国民評議会） |
| 0－                                         | ダールノキ・ミクローシュ・ベーラ Dálnoki Miklós Béla     |                                      | 無所属                                  | －                             | 1945年1月26日 - 1945年12月7日   | 315日                   | 臨時元首 （高等国民評議会） |
| 0－                                         | ゲレー・エルネー Gerő Ernő                               |                                      | ハンガリー共産党 （MKP）                | －                             | 1945年1月26日 - 1945年5月11日   | 105日                   | 臨時元首 （高等国民評議会） |
| 0－                                         | レーヴァイ・ヨージェフ Révai József                      |                                      | ハンガリー共産党 （MKP）                | －                             | 1945年5月11日 - 1945年9月27日   | 139日                   | 臨時元首 （高等国民評議会） |
| 0－                                         | ラーコシ・マーチャーシュ Rákosi Mátyás                   |                                      | ハンガリー共産党 （MKP）                | －                             | 1945年9月27日 - 1945年12月7日   | 71日                    | 臨時元首 （高等国民評議会） |
| 0－                                         | ナジ・フェレンツ Nagy Ferenc                             |                                      | 独立小農業者党 （FKGP）                 | －                             | 1945年12月7日 - 1946年2月1日    | 56日                    | 臨時元首 （高等国民評議会） |
| 0－                                         | ティルディ・ゾルターン Tildy Zoltán                      |                                      | 独立小農業者党 （FKGP）                 | －                             | 1945年12月7日 - 1946年2月1日    | 56日                    | 臨時元首 （高等国民評議会） |
| 0－                                         | ライク・ラースロー Rajk László                           |                                      | ハンガリー共産党 （MKP）                | －                             | 1945年12月7日 - 1946年2月1日    | 56日                    | 臨時元首 （高等国民評議会） |
| 0－                                         | ヴァルガ・ベーラ Varga Béla                              |                                      | 独立小農業者党 （FKGP）                 | －                             | 1945年12月7日 - 1946年1月8日    | 32日                    | 臨時元首 （高等国民評議会） |
| ハンガリー共和国 (1946-1949)                |                                                          |                                      |                                         |                                |                                 |                         |                             |
| 第二共和政                                  |                                                          |                                      |                                         |                                |                                 |                         |                             |
| 代                                          | 元首                                                     | 元首                                 | 所属政党                                | 期                             | 在任期間                        | 在任期間                | 備考                        |
| 002                                         | ティルディ・ゾルターン Tildy Zoltán                      |                                      | 独立小農業者党 （FKGP）                 | 1                              | 1946年2月2日 - 1948年8月2日     | 2年 + 182日             |                             |
| 003                                         | サカシチ・アールパード Szakasits Árpád                   |                                      | ハンガリー勤労者党 （MDP）              | 2                              | 1948年8月2日 - 1949年8月23日    | 1年 + 21日              |                             |
| ハンガリー人民共和国 (1949-1989)            |                                                          |                                      |                                         |                                |                                 |                         |                             |
| 代                                          | 大統領評議会議長                                         | 大統領評議会議長                     | 所属政党                                | 期                             | 在任期間                        | 在任期間                | 備考                        |
| 001                                         | サカシチ・アールパード Szakasits Árpád                   |                                      | ハンガリー勤労者党 （MDP）              |                                | 1949年8月23日 - 1950年4月26日   | 1年 + 246日             | 任期満了前に解任            |
| 002                                         | ローナイ・シャーンドル Rónai Sándor                      |                                      | ハンガリー勤労者党 （MDP）              |                                | 1950年4月26日 - 1952年8月14日   | 2年 + 110日             |                             |
| 003                                         | ドビ・イシュトヴァーン Dobi István                       |                                      | （ハンガリー勤労者党 （MDP）            |                                | 1952年8月14日 - 1956年10月25日  | 4年 + 72日              |                             |
| 0(3)                                        | ドビ・イシュトヴァーン Dobi István                       | ハンガリー社会主義労働者党 （MSZMP） |                                         | 1956年10月25日 - 1967年4月13日 |                                 | 4年 + 72日              |                             |
| 004                                         | ロションツィ・パール Losonczi Pál                        |                                      | ハンガリー社会主義労働者党 （MSZMP）    |                                | 1967年4月13日 - 1987年6月25日   | 20年 + 73日             |                             |
| 005                                         | ネーメト・カーロイ Nemeth Károly                         |                                      | ハンガリー社会主義労働者党 （MSZMP）    |                                | 1987年6月25日 - 1988年6月29日   | 1年 + 4日               |                             |
| 006                                         | シュトラウブ・ブルノー Straub Ferenc Brunó               |                                      | 無所属                                  |                                | 1988年6月29日 - 1989年10月18日  | 1年 + 111日             |                             |
| ハンガリー共和国 (1989-2011)                |                                                          |                                      |                                         |                                |                                 |                         |                             |
| 代                                          | 大統領                                                   | 大統領                               | 所属政党                                | 期                             | 在任期間                        | 在任期間                | 備考                        |
| 0－                                         | スューレシュ・マーチャーシュ Szűrös Mátyás               |                                      | ハンガリー社会党 （MSZP）               | －                             | 1989年10月18日 - 1990年5月2日   | 196日                   | 暫定大統領 （国民議会議長） |
| 0－                                         | ゲンツ・アールパード Göncz Árpád                         |                                      | 自由民主同盟 （SZDSZ）                  | －                             | 1990年5月2日 - 1990年8月3日     | 93日                    | 大統領代行 （国民議会議長） |
| 001                                         | ゲンツ・アールパード Göncz Árpád                         | 1                                    | 自由民主同盟 （SZDSZ）                  | 1990年8月4日 - 1995年8月4日    | 10年 + 0日                      |                         |                             |
| 001                                         | ゲンツ・アールパード Göncz Árpád                         | 2                                    | 自由民主同盟 （SZDSZ）                  | 1995年8月4日 - 2000年8月4日    | 10年 + 0日                      |                         |                             |
| 002                                         | マードル・フェレンツ Mádl Ferenc                         |                                      | 無所属                                  | 3                              | 2000年8月4日 - 2005年8月5日     | 5年 + 1日               |                             |
| 003                                         | ショーヨム・ラースロー Sólyom László                     |                                      | 無所属                                  | 4                              | 2005年8月5日 - 2010年8月6日     | 5年 + 1日               |                             |
| 004                                         | シュミット・パール Schmitt Pál                           |                                      | フィデス＝ハンガリー市民同盟 （Fidesz） | 5                              | 2010年8月6日 - 2011年12月31日   | 1年 + 147日             |                             |
| ハンガリー (2011-現在)                      |                                                          |                                      |                                         |                                |                                 |                         |                             |
| 代                                          | 大統領                                                   | 大統領                               | 所属政党                                | 期                             | 在任期間                        | 在任期間                | 備考                        |
| 0(4)                                        | シュミット・パール Schmitt Pál                           |                                      | フィデス＝ハンガリー市民同盟 （Fidesz） | (5)                            | 2012年1月1日 - 2012年4月2日     | 92日 （計 1年 + 240日） | 国名変更任期満了前に辞任    |
| 0－                                         | クヴェール・ラースロー Kövér László                      |                                      | フィデス＝ハンガリー市民同盟 （Fidesz） | (5)                            | 2012年4月2日 - 2012年5月10日    | 38日                    | 大統領代行 （国民議会議長） |
| 005                                         | アーデル・ヤーノシュ Áder János                          |                                      | フィデス＝ハンガリー市民同盟 （Fidesz） | 6                              | 2012年5月10日 - 2017年5月10日   | 10年 + 0日              |                             |
| 005                                         | アーデル・ヤーノシュ Áder János                          | 7                                    | フィデス＝ハンガリー市民同盟 （Fidesz） | 2017年5月10日 - 2022年5月10日  |                                 | 10年 + 0日              |                             |
| 006                                         | ノヴァーク・カタリン Novák Katalin Éva                   |                                      | フィデス＝ハンガリー市民同盟 （Fidesz） | 8                              | 2022年5月10日 - 2024年2月26日   | 1年 + 292日             |                             |
| 0－                                         | クヴェール・ラースロー Kövér László                      |                                      | フィデス＝ハンガリー市民同盟 （Fidesz） | 8                              | 2024年2月26日 - 2024年3月5日    | 8日                     | 大統領代行 （国民議会議長） |
| 007                                         | シュヨク・タマーシュ Sulyok Tamás                        |                                      | 無所属                                  | 9                              | 2024年3月5日 - （現職）         | 1年 + 93日              |                             |